# لينكولن بيرس
لينكولن بيرس (بالإنجليزية: Lincoln Peirce)‏ هو رسام كارتون وكاتب للأطفال أمريكي، ولد في 23 أكتوبر 1963 في آيوا في الولايات المتحدة.

## وصلات خارجية
- لينكولن بيرس على موقع IMDb (الإنجليزية)
- لينكولن بيرس على موقع قاعدة بيانات الفيلم (الإنجليزية)